# Рьотаро Шиба
Теичи Фукуда (на японски: 福田 定一 Fukuda Teiichi) е японски журналист и плодовит писател на произведения в жанра драма, исторически роман, биография и пътепис. Пише под псевдонима Рьотаро Шиба (на японски: 司馬 遼太郎 Shiba Ryōtarō), който взема от името на великия историк от династията Хан – Сима Циен (на японски се предава като Шиба).

## Биография и творчество
Теичи Фукуда е роден на 7 август 1923 г. в Осака, Япония. Учи монголски в чуждоезиковата школа в Осака (сега Университет в Осака), като завършва през 1943 г. По време на Втората световна война е изпратен да служи в Китай и Манджурия. Завършва войната като армейски лейтенант. След войната, от 1946 г. работи като журналист първо във вестник „Нохон Шимбун“, а после във вестник „Санкей Шимбун“, преди да се посвети изцяло на писателската си кариера през 1961 г. През 1959 г. се жени за Мидори Фукуда, с която имат син и се развеждат през 1954 г. През 1959 г. се жени за Мидори Мацуми.
Дебютира през 1959 г. с романа „梟の城, Fukurō no Shiro“ (Замъкът на совите), който е свързан с историята на нинджите. Романът е удостоен с наградата „Наоки“. Книгата е екранизирана през 1963 г. и през 1999 г. в едноименните джидайгеки филми.
След това пише многобройни исторически романи, известни в Япония, но и спомогнали за разпространението на имиджа на страната.
Писателят е широко оценен заради оригиналността на своите анализи на исторически събития. Той често пише за драматичната промяна, през която Япония преминава през късните периоди на Едо и ранния Мейджи. През 1993 г. получава Ордена на културни заслуги на правителството за цялостното си творчество.
Общо публикува повече от 600 заглавия до 2006 г., които са издадени в повече от 200 милиона копия.
В периода 1986 – 1990 г. ръководи фондацията на Международния институт за детска литература, Осака. Участва в комисията за подбор на наградата за култура „Васуджи Тецуро“.
Теичи Фукуда умира от вътрешен кръвоизлив в корема на 12 февруари 1996 г. в Осака.
През 2001 г. в негова чест в Осака е открит Мемориален музей, разположен в съседство с дома му, който представя кабинета му, творчеството му, библиотека с 20 000 книги, изложбен кът с ръкописи и картини, представящ живота му, и изложбена зала за текущи представяния.

## Произведения
- 梟の城, Fukurō no Shiro (1959)
- 上方武士道, Kamigata Bushido (1960)
- Kaze no Bushi (1961)
- 戦雲の夢, Senun no yume (1961)
- 風神の門, Fujin no mon (1962)
- 竜馬がゆく, Ryoma ga Yuku (1963 – 66)
- Moeyo Ken (1964)
- 尻啖え孫市, Shirikurae Magoichi (1964)
- 功名が辻, Komyo ga tsuji (1965)
- 城をとる話, Shiro wo toru hanashi (1965)
- 国盗り物語, Kunitori monogatari (1965) – награда „Кан Кикучи“
- 酔って候, Yotte soro (1965)
- 北斗の人, Hokuto no hito (1966)
- 俄 浪華遊侠伝, Niwaka Naniwa yukyoden (1966)
- 関ヶ原, Sekigahara (1966)
- 十一番目の志士, Jūichibanme no shishi (1967)
- 最後の将軍, Saigo no Shōgun (1967)
- 殉死, Junshi (1967) – награда „Маничи“
- 夏草の賦, Natsukusa no fu (1968)
- 新史太閤記, Shinshi taikoki (1968)
- 義経, Yoshitsune (1968)
- 峠, Touge (1968)
- 武蔵, Musashi (1968)
- Saka no ue no kumo (1969)
- 妖怪, Yōkai (1969)
- 大盗禅師, Daitōzenshi (1969)
- 歳月, Saigetsu (1969)
- 世に棲む日日, Yoni sumu hibi (1971)
- 城塞, Jousai (1971 – 72)
- Kashin (花神, 1972)
- 覇王の家, Haō no ie (1973)
- 播磨灘物語, Harimanada monogatari (1975)
- 翔ぶが如く, Tobu ga gotoku (1975 – 1976)
- 空海の風景, Kūkai no fukei (1975) – Голямата награда за японска литература и наградата на Японската академия на изкуствата
- 胡蝶の夢, Kochō no yume (1979) – пътеписи
- 項羽と劉邦, Kouu to Ryūhō (1980)
- ひとびとの跫音, Hitobito no ashioto (1981)
- 菜の花の沖, Nanohana no oki (1982)
- 箱根の坂, Hakone no saka (1984)
- 韃靼疾風録, Dattan shippuroku (1987)

### Екранизации
- 1960 Samurai – ТВ сериал, 1 епизод
- 1963 Shinsengumi ketsufu roku – Kondo isami
- 1964 Kaze no bushi
- 1964 Ansatsu
- 1967 Hokuto no hito – ТВ сериал
- 1968 Miyamoto Musashi
- 1969 Hitokiri
- 1969 Shirikurae Magoichi
- 1970 Bakumatsu
- 1980 Fûjin no Mon – ТВ сериал
- 1981 Sekigahara
- 1998 Shinsengumi keppuhroku – ТВ сериал
- 1999 Fukuro no shiro
- 1999 Табу | Gohatto – по разказите „Maegami No Sozaburo“ и „Sanjogawara Ranjin from Shinsengumi Keppuroku“
- 2000 Souten no Yume Shoin to Shinsaku Shin-seiki eno Chosen
- 2005 Kunitori monogatari
- 2009 Saka no ue no kumo – ТВ сериал, 25 епизода
- 2020 Moeyo Ken